# Grillmayr Schlößl

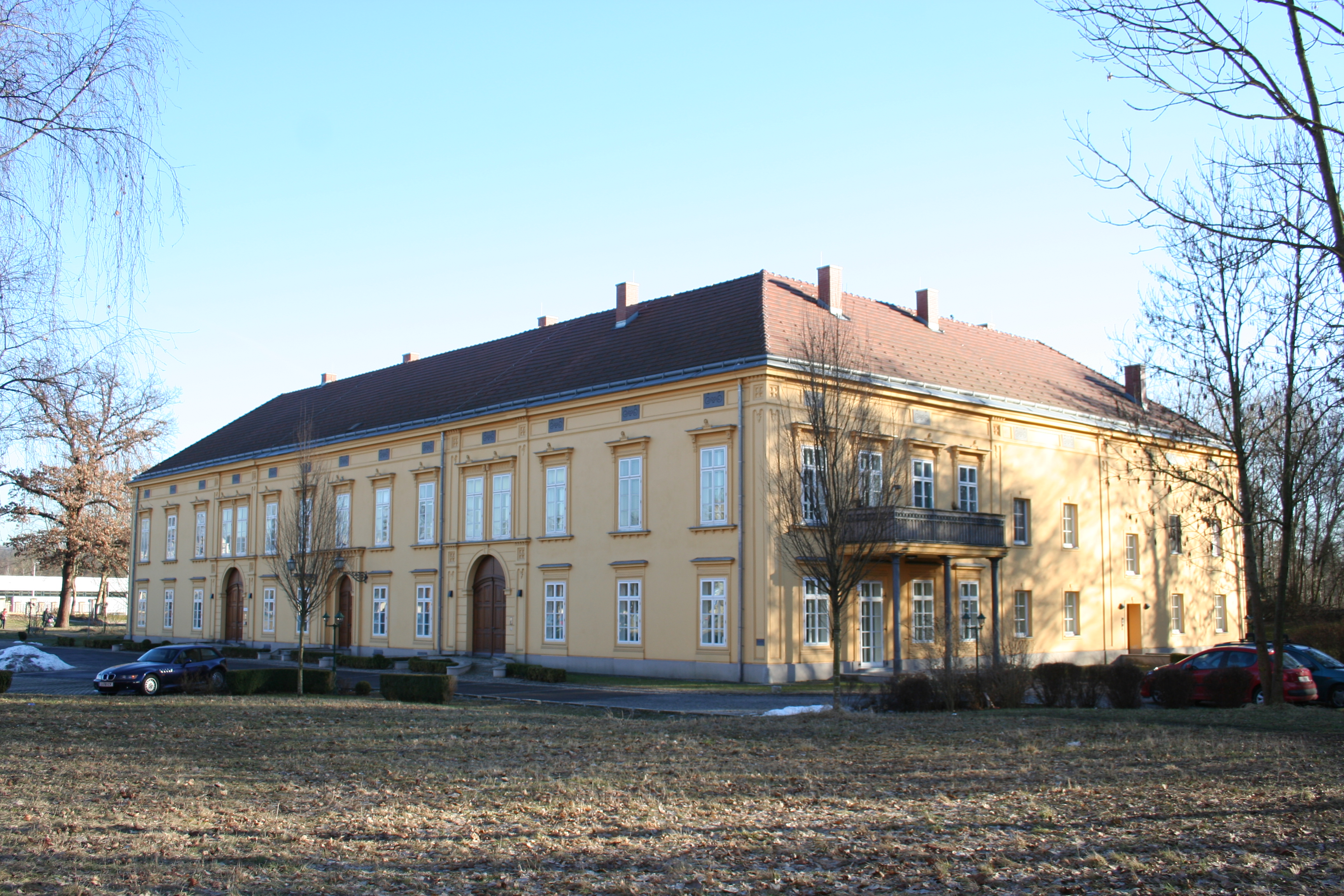
West- und Nordfassade des Grillmayr Schlößls (2011)

Das Grillmayr Schlößl ist eine ehemalige Fabrikantenvilla im Linzer Stadtteil Kleinmünchen. Sie bildete zusammen mit dem benachbarten Arbeiterwohnhaus und den Fabrikhallen der Spinnerei (heute Linz Textil) ein Ensemble. Das Grillmayer Schlößl steht unter Denkmalschutz.

## Geschichte
Am 7. April 1845 erwarben Johann und Katharina Grillmayer die Steinbruckmühle von Anton und Anna Brukmüllner, urkundlich bis 26. Juni 1419 als "Mühle an der Steinbruck"/Besitzer Peter der Goldner, danach Besitzer Friedrich von Hagenau  an der Abzweigung der Dauphinestraße von der heutigen Wienerstraße (zuvor k. k. Ärarial-Poststraße) befand. Der Erwerb des Mühlenensembles kostete dem Ehepaar 13.000 Gulden, wobei sie sich mit dem Kauf nicht nur die Gebäude, sondern auch das Wasserrecht sicherten. Dieses Wasserrecht am Weidingerbach benötigte die Familie Grillmayr jedoch auch für die geplante Errichtung ihrer Spinnerei. Mitte des 19. Jahrhunderts wurden die Mühlen geschleift und Grillmayr ließ an ihrer Stelle bis 1852 ein Herrenhaus mit Meierhof errichten. Das Herrenhaus diente in der Folge den Unternehmerfamilien Grillmayr und Hörzinger als Sommersitz. Das zum Ensemble gehörende Arbeiterwohnhaus wurde 1999 durch ein Feuer zerstört.

## Bauwerk
Das Grillmayr Schlößl wurde vermutlich unter Verwendung älterer Bausubstanz errichtet. Es handelt sich bei dem Bauwerk um eine zweigeschoßige, um einen U-förmigen Hof gruppierte Anlage mit frühhistoristischer Gliederung und Terrakotta Dekor. Die gegen Norden ausgerichtete Hauptfront der Anlage weist eine dreizehnachsige, additive Gliederung auf. Im Zentrum befindet sich ein Rundbogenportal mit Lisenenrahmung und Konsolengesims, das von zwei einachsigen Risaliten flankiert wird. Die Risalite nehmen dabei jeweils ein Rundbogenportal auf und wurden zudem im Obergeschoß durch doppelachsige Fenster mit gemeinsamer Verdachung akzentuiert, die wie alle Fensterverdachungen gerade ausgeführt wurden.
Die Ostfassade des Grillmayr Schlößls wurde als repräsentative Gartenfront ausgeführt. Es verfügt über ein übergiebeltes, dreiachsiges Mittelrisalit mit dreiteiligen Rundbogenarkaden sowie einem davorliegenden Balkon auf vier dorischen Steinsäulen.  Die flankierenden Doppelachsen werden durch gemeinsame profilierte Rahmungen verbunden. Vor der Ostfassade befand sich ursprünglich ein Ziergarten, der mit exotischen Pflanzen bepflanzt war. Die Westfassade des Gebäudes weist unregelmäßige Abstände auf, wobei der nördliche Bereich der Fassade analog zur Hauptfassade gestaltet wurde. An der Ecke zur Hauptfassade befindet sich ein zweiachsiger Balkon auf gemauerten Pfeilern, während der südliche Abschnitt eine sparsame Lisenengliederung sowie Faschenrahmung mit Keilsteindekor aufweist. Auch im Hof befindet sich ein Balkon.